# Hustler
Hustler es una revista  pornográfica mensual de Estados Unidos, dirigida al público masculino y publicada por LFP (Larry Flynt Publications). Su primer número apareció en 1974. LFP comercializa también su propia colección de ropa, accesorios y productos eróticos, y tiene tiendas y clubes Hustler por diferentes puntos de Estados Unidos, además de un casino y Hustler TV. 
La revista Hustler es considerada la revista más explícita de todas las de su género y es una de las tres revistas porno más famosas y vendidas en Estados Unidos, junto con Penthouse y Playboy.

## Historia
Originariamente a principios de los años 1970 Hustler era un club de nudismo en Cincinnati, Ohio, propiedad de Larry Flynt y su hermano James "Jimbo" Flynt. 

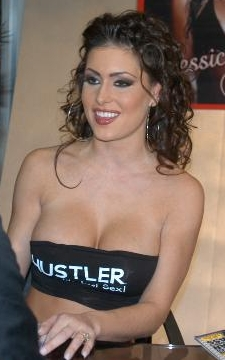
Jessica Jaymes fue elegida Hustler Honey del año 2004.

El club padecía una gran escasez de clientes y de beneficios y a Larry se le ocurrió que podía promocionarlo creando el Boletín Hustler, que era una especie de panfleto con fotos de las chicas desnudas que trabajaban en su club y algo de texto, y repartirlo por diversos lugares de la ciudad. El Boletín Hustler comenzó a dar resultado y la clientela y éxito del club Hustler aumentaron notablemente, además de la popularidad de Larry Flynt en Cincinnati. Pronto convirtió el Boletín Hustler en una revista de venta en quioscos que en un principio le ocasionó pérdidas económicas, pero Larry se hizo con unas fotos robadas en las que la esposa del entonces ya fallecido presidente Kennedy, Jacqueline Kennedy Onassis, aparecía desnuda. Fueron publicadas en la revista en la edición de agosto de 1975 que fue vendida a lo largo y ancho de Estados Unidos. El número de ejemplares vendidos fue espectacular, la revista Hustler se hizo famosa en todos los lugares de Estados Unidos y apareció en las noticias, al igual que Larry Flynt, quien gracias a esta edición se hizo millonario.
Flynt siguió y sigue publicando su revista que tras agosto de 1975 continuó con su enorme éxito hasta nuestros días. Sin embargo, la revista Hustler también generó una enorme controversia en Estados Unidos debido a lo explícito de sus ímagenes, en las que se pueden ver actos sexuales explícitos de pornografía fuerte muy duros, además de prácticas sexuales fetichistas y siendo la primera revista porno que comenzó a mostrar explícitamente los genitales femeninos, lo cual era muy tabú en los Estados Unidos en la época. Además la revista tiene un gran contenido político en contra de los conservadores y moralistas estadounidenses, entre otros, además de incluir viñetas de carácter humorístico-sarcástico y bromas sarcásticas, consideradas muy obscenas, y una sección titulada Asshole Of The Month (Pendejo del Mes o Gilipollas del Mes), en la que a un personaje público se le otorga tal título. 
Entre los años 1970 y 1980 Flynt tuvo numerosos pleitos con la justicia relacionados con las leyes de obscenidad y libertad de expresión en los Estados Unidos y con sus opositores, los conservadores y moralistas estadounidenses, entre otros, y la revista Hustler le ha costado la cárcel en varias ocasiones, además de haberle costado la invalidez que alguien le provocó en 1978, cuando recibió varios disparos en un intento de asesinato que le dejó en silla de ruedas para el resto de su vida.
A pesar de las enormes dificultades y toda la polémica que rodea a la revista, siguió adelante hasta nuestros días, convirtiéndose en una de las revistas porno más famosas en los Estados Unidos junto con Penthouse y Playboy y una de las más famosas de la historia.

## Hustler en la actualidad
Hoy en día Hustler continúa siendo considerada como una revista pornográfica hardcore entre las más explícitas de su género y es habitual encontrar a las mayores estrellas del porno posando en sus páginas.

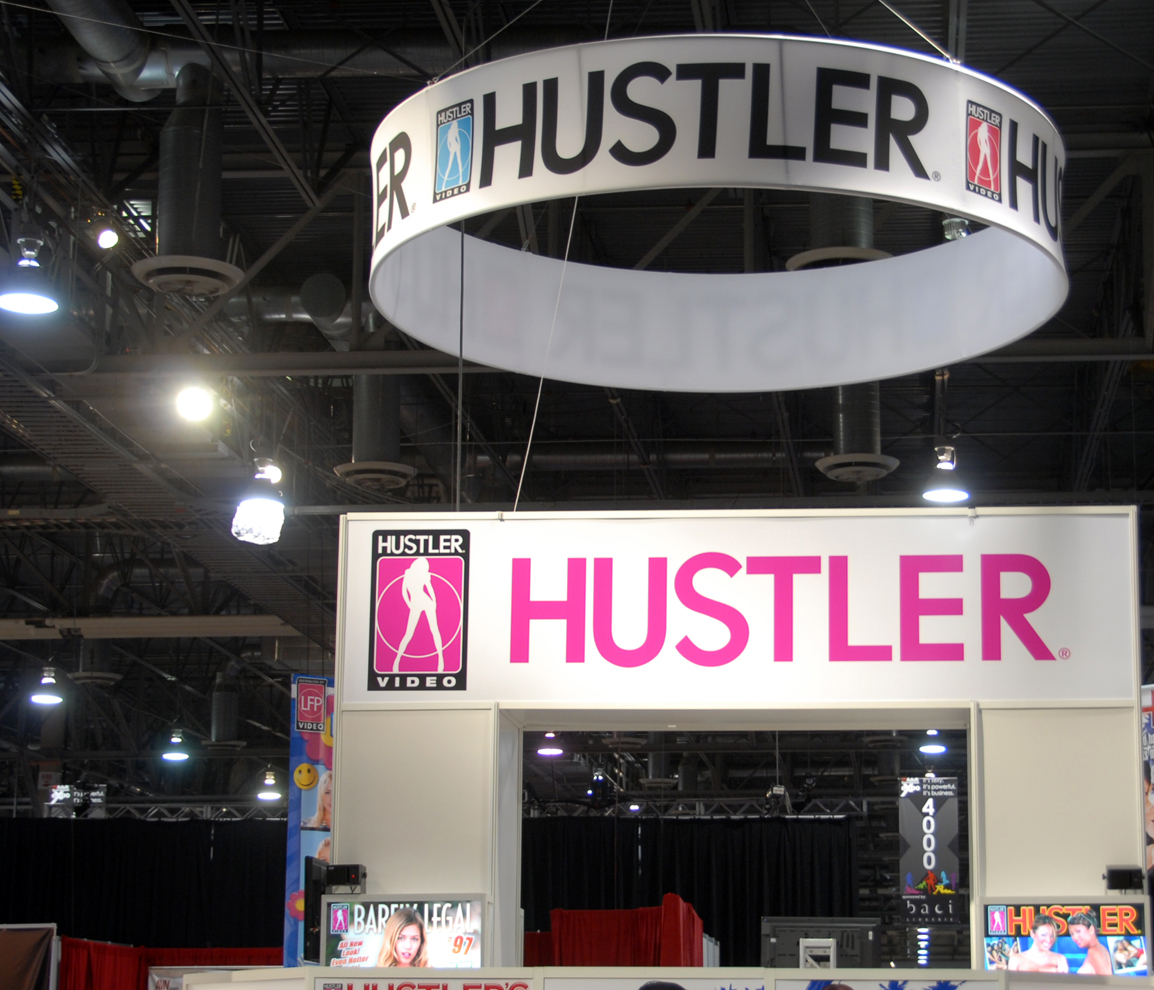
El stand de Hustler en la AVN Adult Entertainment Expo.

La revista Hustler, al igual que Penthouse o Playboy, otorga títulos a sus modelos. Cada mes en Hustler aparece una chica diferente nombrada Hustler Honey del mes y la revista incluye un póster de ella. Entre todas las Hustler Honeys de todos los meses del año se escoge a una favorita a la que se le otorga el título de Hustler Honey del año. Una de las más famosas Hustler Honeys del año es la actriz porno Jessica Jaymes, que además también fue la primera modelo a la que Hustler contrató como modelo y actriz porno exclusiva, en 2004.
La revista Hustler, además de su edición normal en Estados Unidos, tiene otras dos ediciones llamadas Hustler's Taboo y Hustler XXX, además de las numerosas ediciones internacionales de la revista. 
Hustler también se ha convertido en una productora de películas porno distribuidas en DVD y hoy en día es uno de los mayores estudios pornográficos de Estados Unidos, lanzando un gran número de estrenos al mercado cada mes. Diversos clubs Hustler se han abierto en diferentes puntos de Estados Unidos además de un casino Hustler en Los Ángeles y existen numerosas tiendas por todo el país en las que es frecuente ver a las mayores estrellas del porno haciendo apariciones y firmando autógrafos. También se ha creado la propia marca de ropa y accesorios Hustler que presenta colecciones nuevas cada temporada, centrándose principalmente en artículos femeninos pero también incluyendo artículos para hombres, además de tener su propia línea de productos eróticos.
En 1996 se estrenó en los cines de todo el mundo la película El Escándalo de Larry Flynt, dirigida por Miloš Forman, director de Amadeus y de Los fantasmas de Goya, y protagonizada por Woody Harrelson, Edward Norton y Courtney Love, la cual cuenta la historia de Hustler y de Larry Flynt, y en la que el propio Flynt realiza una pequeña aparición interpretando a un juez conservador.